# Martinapis luteicornis
Martinapis luteicornis är en biart som först beskrevs av Cockerell 1896.  Martinapis luteicornis ingår i släktet Martinapis och familjen långtungebin. Inga underarter finns listade i Catalogue of Life.